# Свјонтњики Горне
Свјонтњики Горне (пољ. Świątniki Górne) је град у Пољској у Војводству Малопољском у Повјату краковском. Према попису становништва из 2011. у граду је живело 2.280 становника.

## Становништво
Према прелиминарним подацима са пописа, у граду је 2011. живело 2.280 становника.
| 2002. | 2011. | 2012. |
| ----- | ----- | ----- |
| 2.088 | 2.280 | 2.364 |